# I Hate Myself and I Want to Die
I Hate Myself and I Want to Die, spesso indicata anche come I Hate Myself and Want to Die, è un brano musicale del gruppo grunge-rock statunitense Nirvana. La traccia è stata pubblicata in due versioni differenti. Nel 1993 venne inclusa nella compilation The Beavis and Butt-head Experience, mentre nel 1994 uscì come B-side del singolo Pennyroyal Tea; successivamente fu inserita nel cofanetto With the Lights Out (2004) e nella ristampa Deluxe Edition dell'album In Utero (2013).

## Il brano
Inizialmente indicata con il titolo provvisorio di lavorazione Two Bass Kid, la traccia venne provata in studio per la prima volta nel gennaio 1993 ai BMG Ariola Ltda Studios in Brasile. Originariamente Kurt Cobain avrebbe voluto intitolare il terzo album in studio dei Nirvana (In Utero) proprio I Hate Myself and Want to Die ("odio me stesso e voglio morire"). Cobain cambiò idea per paura che l'umorismo macabro del titolo in questione avrebbe causato cattiva pubblicità alla band e al nuovo disco presso critici e fan, e dopo essere stato convinto dal compagno di band Krist Novoselic che il gruppo avrebbe potuto avere dei problemi legali con tale titolo così pessimista, in quanto qualcuno avrebbe potuto supporre che fosse un'istigazione al suicidio. Nell'ottobre 1993, il giornalista di Rolling Stone David Fricke ebbe una conversazione con Cobain, nella quale i due discussero anche di I Hate Myself and Want to Die; Cobain gli disse che la canzone non doveva essere intesa in maniera letterale, e che si trattava soltanto di uno scherzo.
(Kurt Cobain, 1993)
Durante la canzone originale, Kurt Cobain legge un passo surreale dei Pensieri profondi del comico Jack Handey del Saturday Night Live: «Most people don't realize that large pieces of coral, which have been painted brown and attached to the skull by common wood screws, can make a child look like a deer» ("La maggior parte delle persone non si rende conto che dei grandi pezzi di corallo, che sono stati dipinti di marrone ed attaccati al cranio mediante delle comuni viti per legno, possono far sembrare un bambino un cervo"). Tuttavia, nella versione demo il recitato è sostituito da un assolo di chitarra, in aggiunta ad un'introduzione in feedback assente nella versione originale.

### Registrazione e pubblicazione
Il brano venne scartato da In Utero ma fu recuperato per l'inclusione nella compilation The Beavis and Butt-head Experience.
In un'intervista concessa alla rivista Guitar World, Kurt Cobain disse che la canzone era stata lasciata fuori da In Utero perché pensava ci fossero già abbastanza brani "rumorosi" sull'album. Disse anche: «era proprio una tipica canzone noiosa. Potremmo scrivere una canzone del genere anche dormendo. Non c'era ragione di metterla sul disco».
È inoltre possibile che il singolo Pennyroyal Tea sia stato ritirato dal mercato dopo la morte di Cobain proprio a causa della B-side I Hate Myself and Want To Die, che avrebbe potuto far sembrare che la casa discografica stesse speculando sul suicidio del cantante. Il singolo uscì comunque nuovamente sul mercato nell'aprile 2014.
| Data incisione | Studio                                   | Produttore       | Pubblicazione                                                                                     |
| -------------- | ---------------------------------------- | ---------------- | ------------------------------------------------------------------------------------------------- |
| Gennaio, 1993  | BMG Ariola Ltda, Rio de Janeiro, Brasile | Craig Montgomery | With the Lights Out (2004)                                                                        |
| Febbraio, 1993 | Pachyderm Studio                         | Steve Albini     | The Beavis and Butt-head Experience (1993) Pennyroyal Tea (1994) In Utero (deluxe edition) (2013) |

## Tracce singolo
- Pennyroyal Tea (Cobain) - 3:36
- Where Did You Sleep Last Night (Cover di Leadbelly) - 5:16
- I Hate Myself and I Want to Die (Cobain) - 2:46

## Cover
Una parodia della canzone, ironicamente intitolata I Love Myself and I Want to Live è stata pubblicata dai The Blackout nel 2009.

## Curiosità
- La traccia è stata utilizzata come titolo per il libro I Hate Myself and Want to Die: The 52 Most Depressing Songs You've Ever Heard pubblicato da Tom Reynolds nel 2005.